# アロイス・カンコフスキー
アロイス・カンコフスキー（Alois Kaňkovský、1983年7月9日- ）はチェコ・オロモウツ出身の自転車競技選手。チェコに所在するASC・ドゥクラ・プラハチームに在籍。
ジュニア時代、2001年のヨーロッパ選手権（トラックレース）の1kmタイムトライアル（ジュニア）及び、団体追い抜き（アンダー23）において優勝を経験。
2007年、世界自転車選手権（トラックレース）にて初採用されたオムニアム（200mフライングタイムトライアル、スクラッチ、個人追い抜き、ポイントレース、1kmタイムトライアルの計5種目の総合評価で争われる種目）の初代優勝者の座に就く。また同年世界選のマディソンではペトル・ラザールと組んで3位に入った。
ロードレースにも取り組んでいるが、主戦場としているのはトラックレース。現在、6日間レースへも積極的に参加している。